# Hubert A. Newton
Hubert Anson Newton (Sherburne, 19 de março de 1830 — New Haven, 12 de agosto de 1896) foi um astrônomo e matemático estadunidense.
Destacou-se na pesquisa de meteoros.
Graduado pela Universidade Yale em 1850 orientdo por Michel Chasles. Em 1855 foi apontado professor de matemática em Yale. O estudo das leis dos meteoros e cometas e suas inter-relações foi sua principal atividade. Esforçou-se para contribuir no avanço da teoria iniciada por Denison Olmsted de Yale em 1833, que os meteoros seriam parte de uma massa de corpos movendo-se em torno do sol em uma órbita fixa.